# Ткачук Ігор Віталійович
Ткачу́к І́гор Віта́лійович (1 липня 1973 р., м. Вінниця) — колишній начальник Одеської філії державного підприємства «Адміністрація морських портів України» (з 25 травня 2017 до 8 жовтня 2019), український громадський і політичний діяч, депутат Вінницької міської ради чотирьої скликань(з них 6-те скликання — від партії «УДАР» Віталія Кличка, 7-ме скликання — від партії «блок Петра Порошенка „Солідарність“»).

## Освіта
Має дві вищі освіти:
- У 2005 році закінчив юридичний факультет Львівського Національного університету ім. І. Франка.
- У 2011 році закінчив Національну академію державного управління при Президентові України, Одеський регіональний інститут державного управління, магістр державного управління.

## Кар'єра
З травня 2017 року по 8 жовтня 2019 року — начальник Одеської філії державного підприємства «Адміністрація морських портів України» (адміністрація Одеського морського порту).
звільнений на підставі пункту 5 ч.1 ст.41 Кодексу законів про працю - припинення повноважень посадових осіб через порушення вимог законодавства з питань видачі документів дозвільного характеру, порушення законодавства у сфері ліцензування видів госпдіяльності та невиконання законних вимог посадових осіб центрального органу виконавчої влади, що реалізовує державну політику у сфері метрологічного нагляду.
З вересня 2016 року виконувач обов'язки директора Одеського морського торгового порту.
З грудня 2014 — в.о. генерального директора УДППЗ «Укрпошта».
З червня по грудень 2014 р. — Заступник генерального директора — керівник апарату УДППЗ «Укрпошта», м. Київ.
Квітень 2014 р. — червень 2014 р. — Директор з безпеки УДППЗ «Укрпошта», м. Київ.
З 2012 р. по 2014 р. — Помічник — консультант народних депутатів України в Апараті Верховної Ради України, м. Київ.
З квітня по червень 2014 року працював на посаді директора з безпеки, в.о. заступника генерального директора-керівника апарату УДППЗ «Укрпошта», а з грудня 2014 по червень 2016 виконував обов'язки генерального директора УДППЗ «Укрпошта».
З вересня 2016 року Ігор Ткачук очолив ДП «Одеський морський торговельний порт»
З 25 травня Ігоря Ткачука призначено нa посаду начальника Одеської філії Адміністрації морських портів України.
У червні 2019 року народний депутат Сергій Лещенко оприлюднив докази причетності голови Одеської філії АМПУ Ігоря Ткачука до масштабних махінацій з державними буксирами, через що державний порт втрачає десятки тисяч доларів щодня. 
Прокуратура Одеської області зареєструвала кримінальне провадження щодо керівників ОМТП у справі ТОВ "Екофлот", однієї з буксирних компаній, яку пов'язують із Ткачуком і його партнером громадянином РФ Марісовим.
8 жовтня 2019 року Міністр інфраструктури Владислав Криклій підписав укази про припинення повноважень начальника одеської філії Адміністрації морських портів України Ігоря Ткачука 
З лютого 2022 року виконував обов’язки заступника директора державного підприємства "Морський торговельний порт "Чорноморськ" з загальних питань.

## Політична і громадська діяльність
Депутат Вінницької міської ради чотирьох скликань: IV-го (2002—2006), V-го (2006—2010), VI-го (2010—2015), VII (2015 — по теперішній час). З 2002 року по теперішній час працює в комісії з питань промисловості, підприємництва, транспорту, зв'язку та сфери послуг.
З 1998 року — голова «Професійної спілки перевізників м. Вінниці».
З 2005 року — голова Вінницького обласного громадського об'єднання «Подільська спілка підприємців та ділових людей».
З 31 травня 2017 року обрано президентом портового комітету Одеського порту.

## Особисте життя
Одружений. Разом з дружиною Людмилою виховує сина Віталія та доньку Маргариту.

## Відзнаки та нагороди
- Відзнака Президента України — ювілейна медаль «25 років незалежності України» (2016).[8]

## Особиста сторінка
- Ігор Ткачук — персональний сайт
- Ігор Ткачук у соцмережі «Facebook»
- Блог Ігоря Ткачука